# Labatmale
Labatmale (en béarnais La Vatmala ou La Batmale) est une commune française, située dans le département des Pyrénées-Atlantiques en région Nouvelle-Aquitaine.

## Géographie

### Localisation
La commune de Labatmale se trouve dans le département des Pyrénées-Atlantiques, en région Nouvelle-Aquitaine.
Elle se situe à 27 km par la route de Pau, préfecture du département, et à 3,4 km de Pontacq, bureau centralisateur du canton des Vallées de l'Ousse et du Lagoin dont dépend la commune depuis 2015 pour les élections départementales. 
La commune fait en outre partie du bassin de vie de Pontacq.
Les communes les plus proches sont : 
Saint-Vincent (2,4 km), Pontacq (3,1 km), Lamarque-Pontacq (3,1 km), Barzun (3,9 km), Livron (5,0 km), Bénéjacq (5,0 km), Hours (5,2 km), Bordères (6,0 km).
Sur le plan historique et culturel, Labatmale fait partie de la province du Béarn, qui fut également un État et qui présente une unité historique et culturelle à laquelle s’oppose une diversité frappante de paysages au relief tourmenté.

### Communes limitrophes
Les communes limitrophes sont  Bénéjacq, Pontacq et Saint-Vincent.
| Bénéjacq |               | Pontacq |
|          | Labatmale     |         |
|          | Saint-Vincent |         |

### Hydrographie

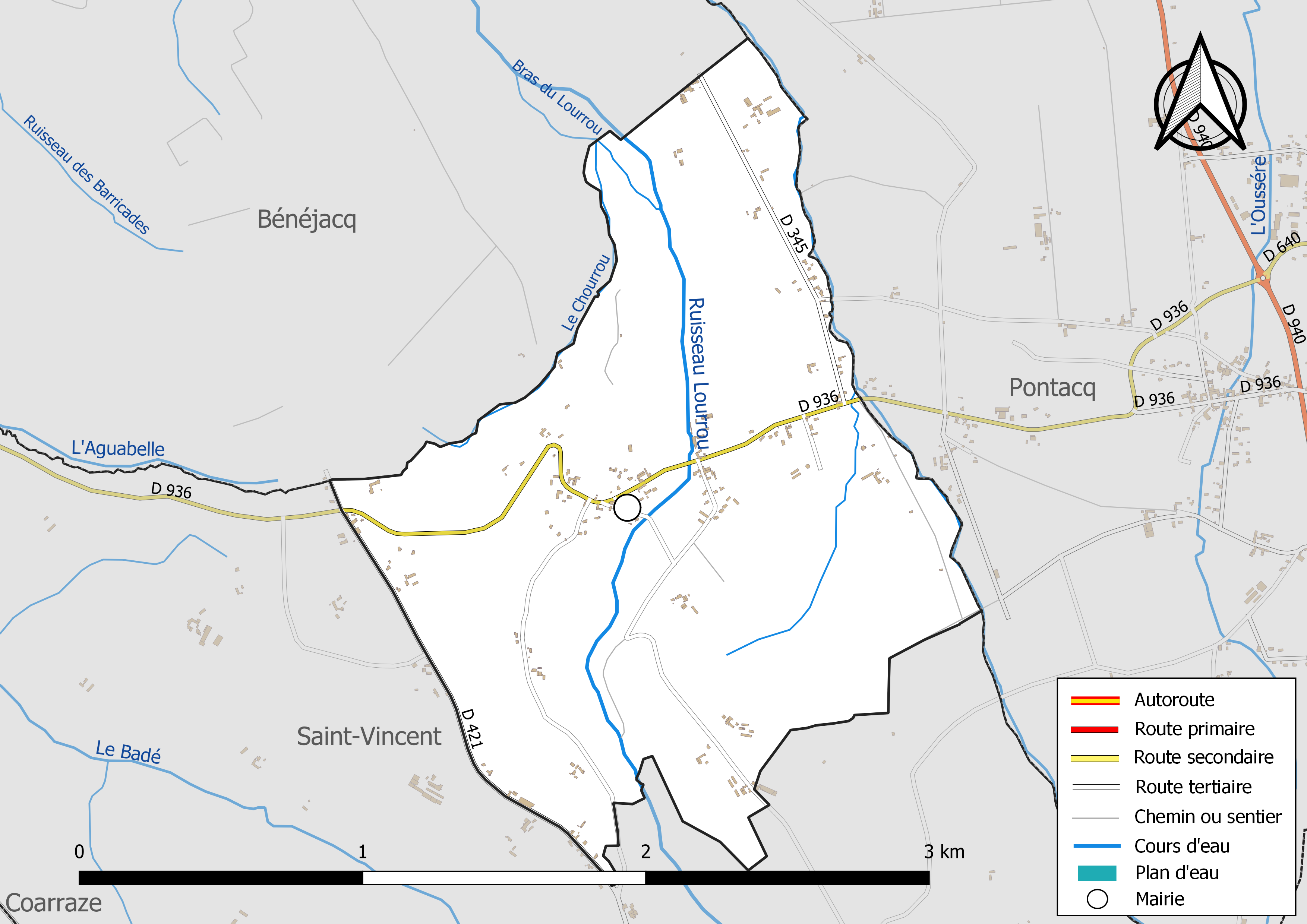
Réseaux hydrographique et routier de Labatmale.

La commune est drainée par le Lourrou, le ruisseau Sausse, un bras du Lourrou, le Chourrou, et par divers petits cours d'eau, constituant un réseau hydrographique de 6 km de longueur totale,.
Le Lourrou, d'une longueur totale de 13,2 km, prend sa source dans la commune de Saint-Vincent et s'écoule d'est en ouest. Il traverse la commune et se jette dans le ruisseau de l'Ousse à Gomer, après avoir traversé 7 communes.

### Climat
Pour des articles plus généraux, voir Climat de la Nouvelle-Aquitaine et Climat des Pyrénées-Atlantiques.
Historiquement, la commune est exposée à un climat de montagne.  
En 2020, Météo-France publie une typologie des climats de la France métropolitaine dans laquelle la commune est toujours exposée à un climat de montagne et est dans la région climatique Pyrénées atlantiques, caractérisée par une pluviométrie élevée (>1 200 mm/an) en toutes saisons, des hivers très doux (7,5 °C en plaine) et des vents faibles.
Pour la période 1971-2000, la température annuelle moyenne est de 12,3 °C, avec une amplitude thermique annuelle de 13,9 °C. Le cumul annuel moyen de précipitations est de 1 220 mm, avec 10,9 jours de précipitations en janvier et 8,6 jours en juillet. Pour la période 1991-2020, la température moyenne annuelle observée sur la station météorologique la plus proche, située sur la commune de Bénéjacq à 5 km à vol d'oiseau, est de 13,4 °C et le cumul annuel moyen de précipitations est de 1 244,1 mm,. Pour l'avenir, les paramètres climatiques de la commune estimés pour 2050 selon différents scénarios d’émission de gaz à effet de serre sont consultables sur un site dédié publié par Météo-France en novembre 2022.

### Milieux naturels et biodiversité
Aucun espace naturel présentant un intérêt patrimonial n'est recensé sur la commune dans l'inventaire national du patrimoine naturel,,.

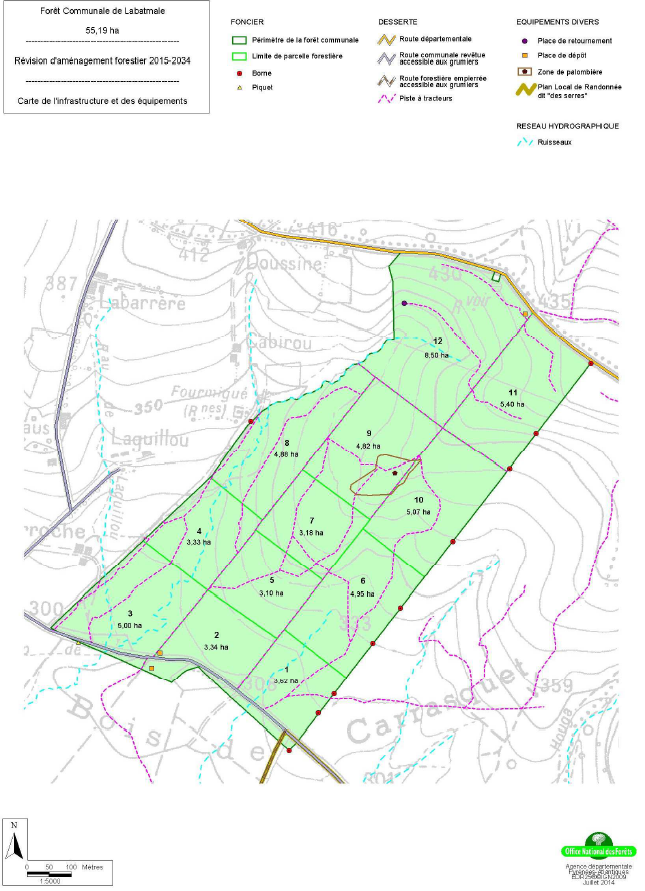
Carte de la forêt communale de Labatmale

La commune de Labatmale dispose d'une forêt communale.
La forêt communale de Labatmale a la même origine que la forêt communale de Coarraze qui la jouxte : c'est une ancienne forêt seigneuriale qui a ensuite appartenu à la couronne de France. La commune de Coarraze devint propriétaire de la forêt en 1830, selon les écrits de Saint Guily, arpenteur de la maîtrise locale des Eaux et Forêts.
La commune de Labatmale, usagère de la forêt communale de Coarraze, devint propriétaire en 1854 du lot qui lui fut assigné à la suite du cantonnement du droit d'usage.
La forêt communale de Labatmale est composée de 12 parcelles forestières. Elle occupe une surface de 55,19 ha sur le territoire communal de Coarraze (64).
Cette forêt, située au sein de la Région forestière de la Bordure sous-pyrénéenne, est entièrement installée sur le versant d'un coteau orienté au sud-ouest, depuis la crête à 445 m d'altitude jusqu'à son pied à 300 m. Elle est drainée par deux ruisseaux principaux dont le ruisseau de "Cap de bédat" à l'ouest.
Elle est gérée par l'Office national des forêts

## Urbanisme

### Typologie
Au 1er janvier 2024, Labatmale est catégorisée commune rurale à habitat dispersé, selon la nouvelle grille communale de densité à sept niveaux définie par l'Insee en 2022.
Elle appartient à l'unité urbaine de Pontacq, une agglomération inter-régionale regroupant cinq  communes, dont elle est une commune de la banlieue,,. La commune est en outre hors attraction des villes,.

### Occupation des sols

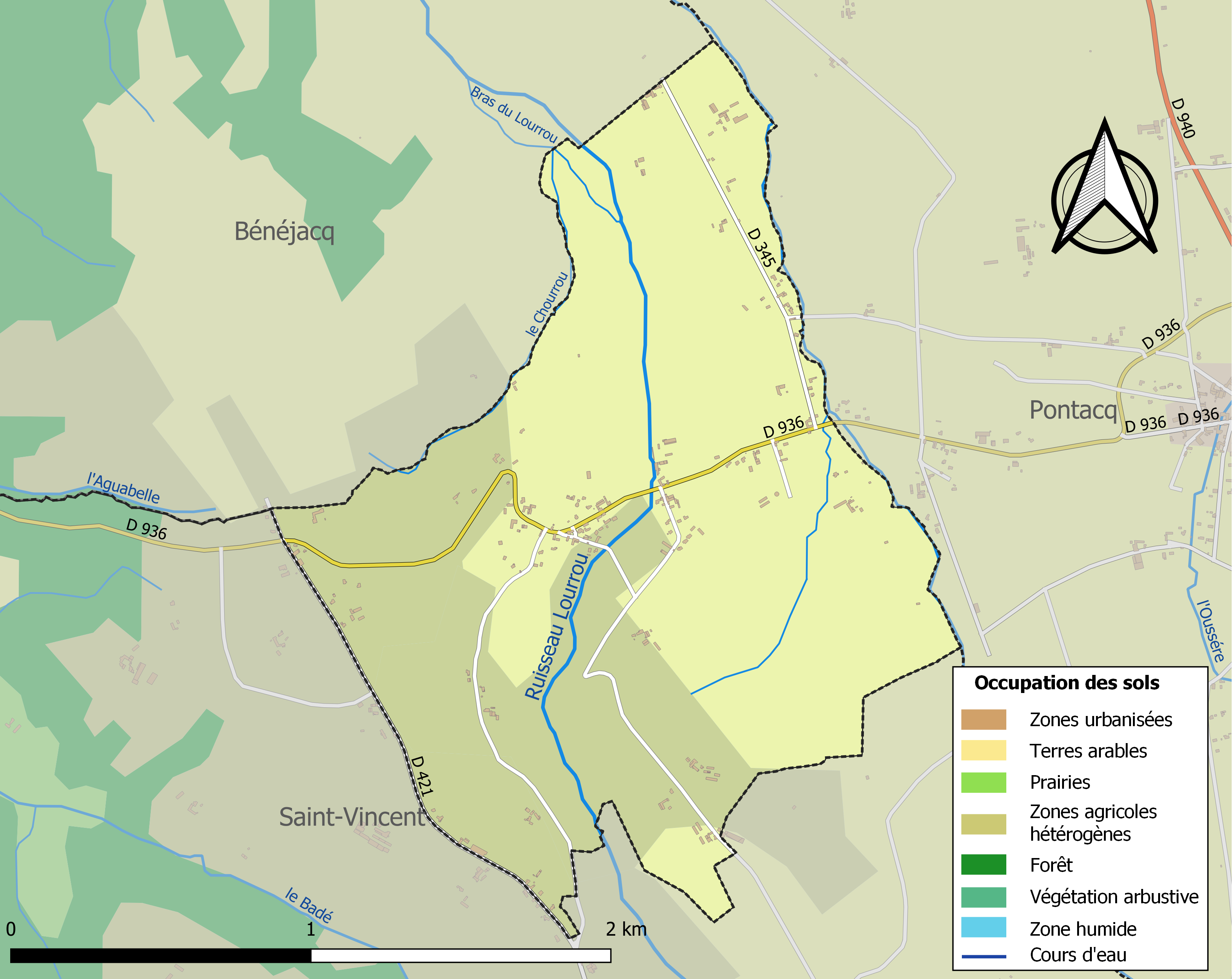
Carte des infrastructures et de l'occupation des sols de la commune en 2018 (CLC).

L'occupation des sols de la commune, telle qu'elle ressort de la base de données européenne d’occupation biophysique des sols Corine Land Cover (CLC), est marquée par l'importance des territoires agricoles (100 % en 2018), une proportion identique à celle de 1990 (100 %). La répartition détaillée en 2018 est la suivante : 
terres arables (63,2 %), zones agricoles hétérogènes (36,8 %). L'évolution de l’occupation des sols de la commune et de ses infrastructures peut être observée sur les différentes représentations cartographiques du territoire : la carte de Cassini (XVIIIe siècle), la carte d'état-major (1820-1866) et les cartes ou photos aériennes de l'IGN pour la période actuelle (1950 à aujourd'hui).

### Lieux-dits et hameaux
- Labirade.

### Voies de communication et transports

#### Réseau routier
La commune est desservie par les routes départementales 345 et 936.

#### Chemin Henri-IV
Le village est traversé, à l'ouest et au sommet des crêtes, par le chemin Henri-IV qui relie le château de Franqueville à Bizanos au lac de Lourdes. Il s'agit d'un chemin de terre principalement forestier d'environ quarante kilomètres pouvant être arpenté à pied, à cheval ou à vélo. Près de ce chemin, ont été découvertes des monnaies celtibères en bronze et en argent.

### Risques majeurs
Le territoire de la commune de Labatmale est vulnérable à différents aléas naturels : météorologiques (tempête, orage, neige, grand froid, canicule ou sécheresse) et séisme (sismicité moyenne). Il est également exposé à un risque technologique,  le transport de matières dangereuses. Un site publié par le BRGM permet d'évaluer simplement et rapidement les risques d'un bien localisé soit par son adresse soit par le numéro de sa parcelle.

#### Risques naturels

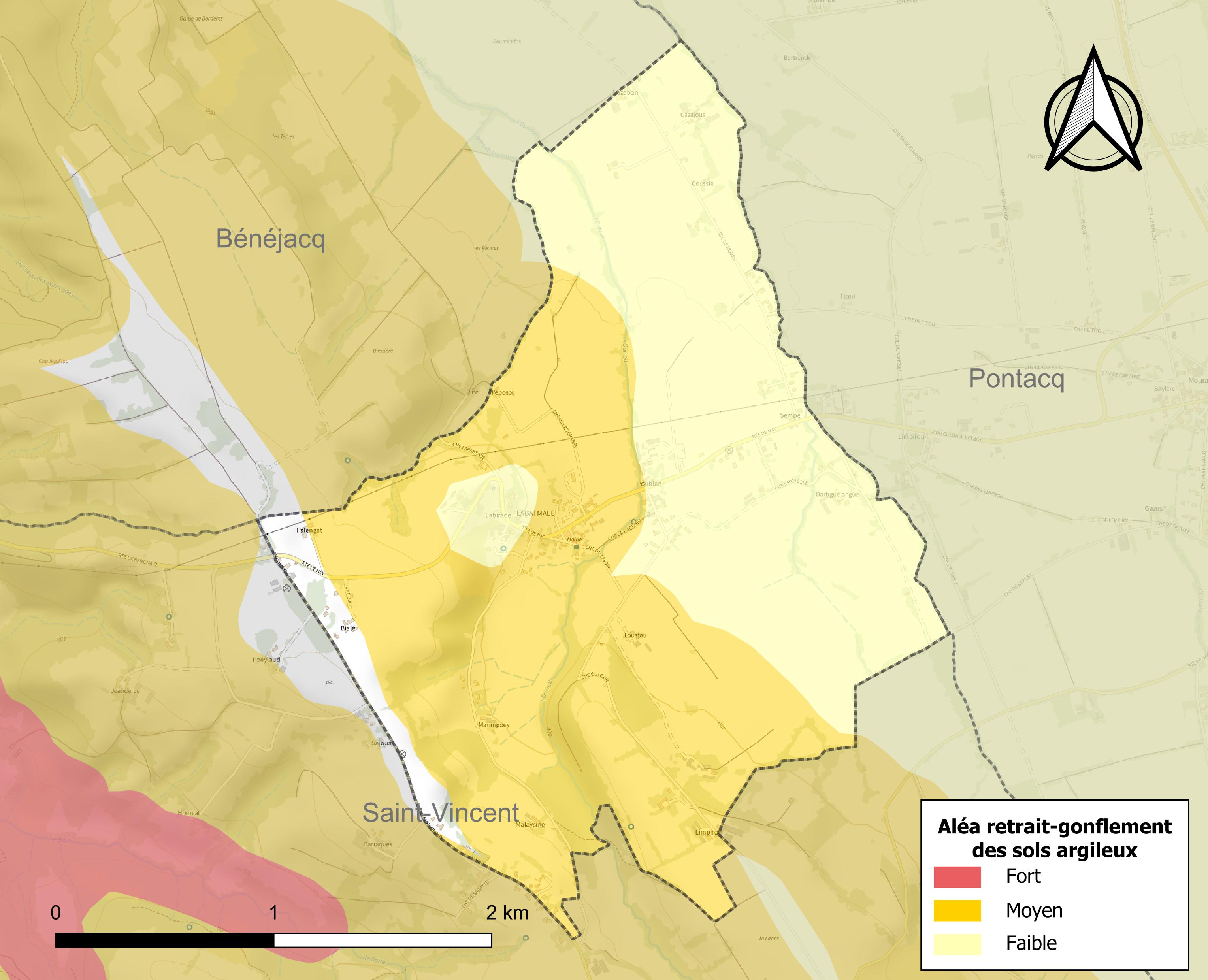
Carte des zones d'aléa retrait-gonflement des sols argileux de Labatmale.

Le retrait-gonflement des sols argileux est susceptible d'engendrer des dommages importants aux bâtiments en cas d’alternance de périodes de sécheresse et de pluie. 52,3 % de la superficie communale est en aléa moyen ou fort (59 % au niveau départemental et 48,5 % au niveau national). Depuis le 1er octobre 2020, en application de la loi ELAN, différentes contraintes s'imposent aux vendeurs, maîtres d'ouvrages ou constructeurs de biens situés dans une zone classée en aléa moyen ou fort,.
La commune a été reconnue en état de catastrophe naturelle au titre des dommages causés par les inondations et coulées de boue survenues en 1982 et 2009.

## Toponymie
Le hameau se nommait originellement Villa de Bas (XIe siècle, Pierre de Marca), en référence à sa position géographique au creux des collines environnantes.
Son nom béarnais est La Vatmala ou La Batmale.

## Histoire
Labatmale est un ancien hameau de Coarraze dont les premières traces remontent au XIe siècle. Le village s'est détachée au XVIIe siècle.
Le nom du hameau s'est ensuite transformé en Labatmale dont l'étymologie signifierait la vallée mauvaise. Cette dernière appellation fait référence tant à cette position géographique encaissée qu'aux multiples inondations que la vallée dut subir durant de nombreuses années.
Même si aujourd'hui le village s'est plutôt déplacé sur les crêtes alentour, le cœur du village se trouve toujours à l'emplacement du lieu-dit originel.

## Politique et administration
| Période                                  | Période  | Identité           | Étiquette | Qualité                                                                                         |
| ---------------------------------------- | -------- | ------------------ | --------- | ----------------------------------------------------------------------------------------------- |
| Les données manquantes sont à compléter. |          |                    |           |                                                                                                 |
| 1995                                     | 2001     | Charles Marrimpoey |           |                                                                                                 |
| 2001                                     | 2014     | Jean-Louis Fréchou |           |                                                                                                 |
| 2014                                     | 2020     | Mathieu Lafargue   |           | Agent technique                                                                                 |
| 2020                                     | En cours | Florent Lacarrère  | PS        | Docteur en droit public - Chargé d'enseignement et de recherche Conseiller régional depuis 2021 |

### Intercommunalité
Labatmale fait partie de trois structures intercommunales :
- la CC Pays de Nay ;
- le syndicat d’énergie des Pyrénées-Atlantiques ;
- le syndicat mixte d’eau et d’assainissement de la vallée de l’Ousse.

## Population et société

### Démographie
L'évolution du nombre d'habitants est connue à travers les recensements de la population effectués dans la commune depuis 1793. Pour les communes de moins de 10 000 habitants, une enquête de recensement portant sur toute la population est réalisée tous les cinq ans, les populations de référence des années intermédiaires étant quant à elles estimées par interpolation ou extrapolation. Pour la commune, le premier recensement exhaustif entrant dans le cadre du nouveau dispositif a été réalisé en 2007.

En 2022, la commune comptait 258 habitants, en évolution de +2,38 % par rapport à 2016 (Pyrénées-Atlantiques : +3,78 %, France hors Mayotte : +2,11 %).
| 1793 | 1800 | 1806 | 1821 | 1831 | 1836 | 1841 | 1846 | 1851 |
| ---- | ---- | ---- | ---- | ---- | ---- | ---- | ---- | ---- |
| 283  | 282  | 331  | 375  | 354  | 380  | 350  | 338  | 355  |

| 1856 | 1861 | 1866 | 1872 | 1876 | 1881 | 1886 | 1891 | 1896 |
| ---- | ---- | ---- | ---- | ---- | ---- | ---- | ---- | ---- |
| 324  | 329  | 345  | 348  | 330  | 310  | 278  | 285  | 285  |

| 1901 | 1906 | 1911 | 1921 | 1926 | 1931 | 1936 | 1946 | 1954 |
| ---- | ---- | ---- | ---- | ---- | ---- | ---- | ---- | ---- |
| 264  | 274  | 266  | 263  | 241  | 227  | 218  | 214  | 210  |

| 1962 | 1968 | 1975 | 1982 | 1990 | 1999 | 2006 | 2007 | 2012 |
| ---- | ---- | ---- | ---- | ---- | ---- | ---- | ---- | ---- |
| 195  | 188  | 199  | 208  | 212  | 203  | 244  | 250  | 250  |

| 2017 | 2022 | - | - | - | - | - | - | - |
| ---- | ---- | - | - | - | - | - | - | - |
| 254  | 258  | - | - | - | - | - | - | - |

### Équipements
La commune de Labatmale compte, outre sa mairie et son église, une salle des fêtes à destination des habitants et associations ainsi qu'une aire de jeux.

## Économie
Les ressources du village sont centrées sur la polyculture (principalement de maïs) et l'élevage (principalement bovin). La commune fait partie de la zone d'appellation de l'ossau-iraty.

## Culture locale et patrimoine
La fête communale se situe en général à la fin du printemps (mai-juin).

### Patrimoine civil

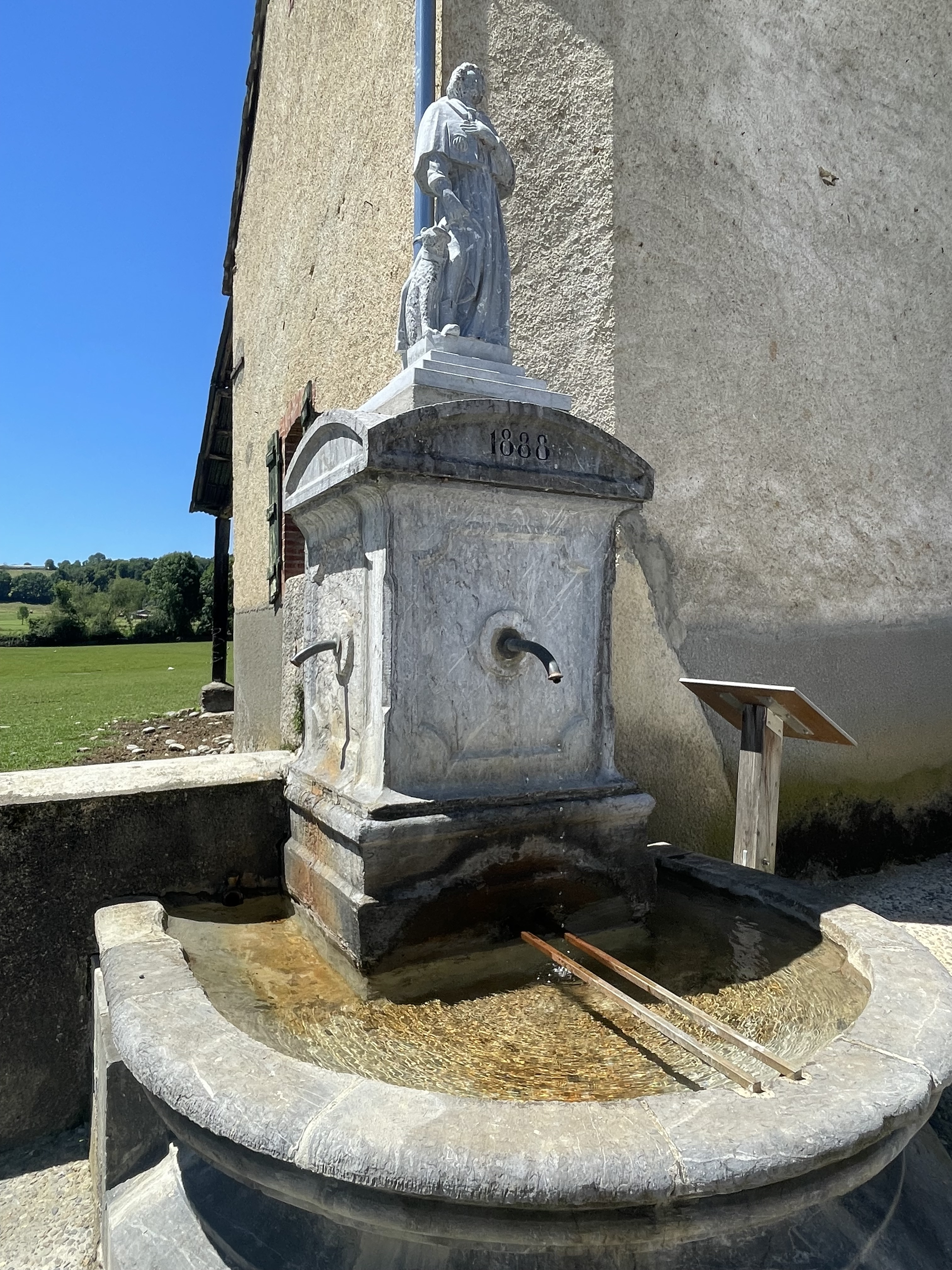
La fontaine Saint Roch et sa statue restaurée (2022).

À la fin du XVIIIe siècle  pour des raisons de salubrité publique, une loi du 3 février 1851 instaure un financement de l’État à hauteur de 30% pour la construction des lavoirs. C’est à cette époque que le lavoir de Labatmale a été édifié.
Comme tous les lavoirs, celui de Labatmale a été progressivement abandonné à partir de 1950. Il est un élément de patrimoine à valoriser. Il accueille aujourd'hui une population de poissons rouges et carpes koï.
Le lavoir est directement alimenté par une source, qui provient de la côte de Labatmale. Par l’effet de la gravité, l’eau de la source alimente la fontaine Saint Roch, s’écoule dans le lavoir pour finalement se jeter dans le Lourrou.

### Patrimoine religieux

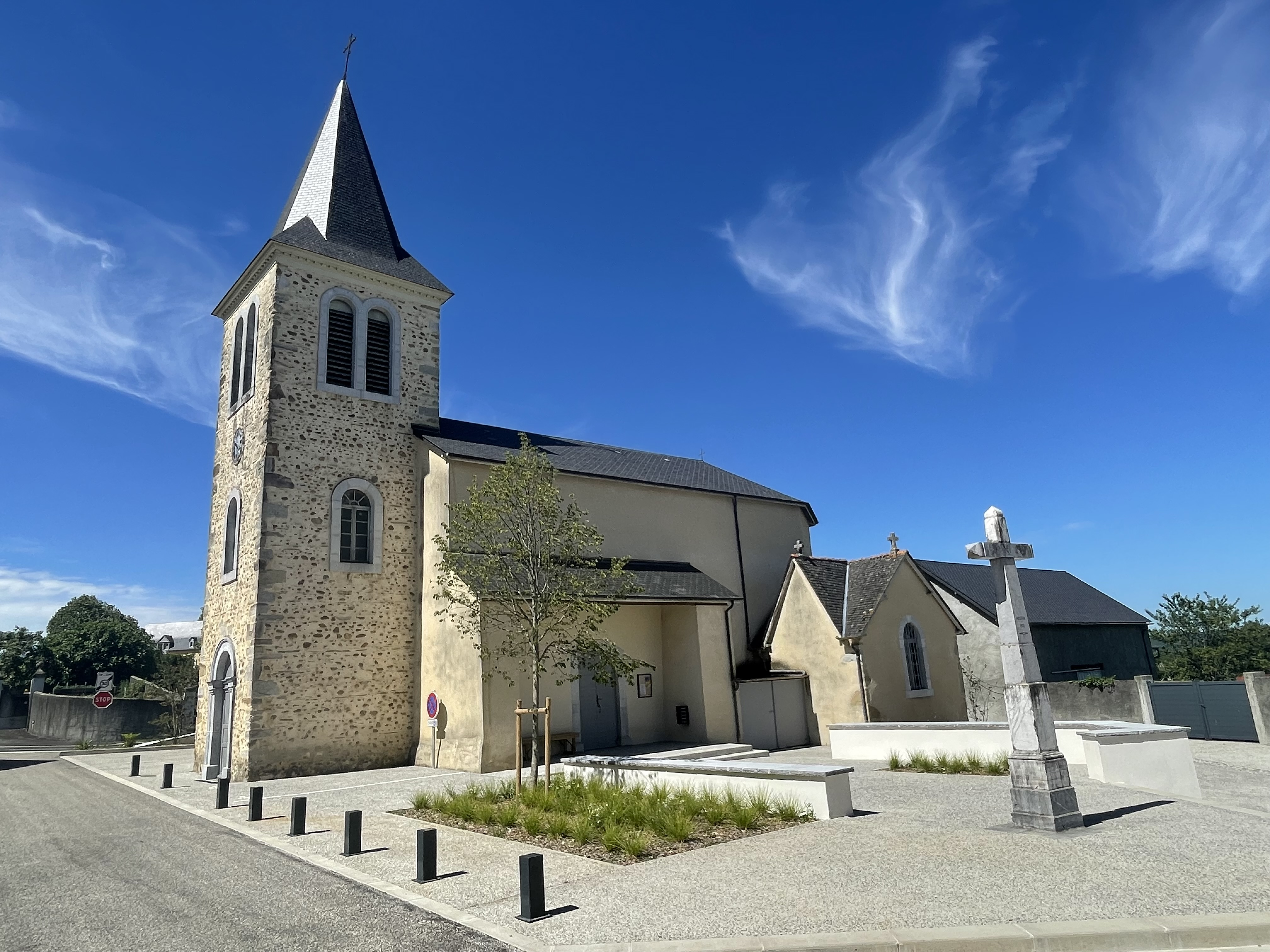
L'église Saint Sébastien (2022)

L'église Saint-Sébastien
Église paroissiale construite probablement dans le premier quart du XVIIIe siècle et achevée au cours du XIXe siècle.
La date 1720, gravée sur le linteau de la porte de la sacristie, laisse en effet penser que des travaux de construction ou de rénovation furent entrepris à cette date.
La construction du clocher et du collatéral date vraisemblablement du XIXe siècle. Enfin, en 1879, deux verrières à médaillon sont fournies par Jules-Pierre Mauméjean, maître-verrier à Pau, et en 1915 une verrière historiée est fabriquée par L. Saint-Blancat, maître-verrier à Toulouse.
L'architecture de l'église est classique. L'entrée est constituée d'un clocher-porche à son nord, d'un bas-côté au sud. La couverture, soutenue par une fausse voûte en anse-de-panier et principalement constituée d'ardoises, se pare d'une flèche polygonale, d'un toit à longs pans et d'une croupe polygonale. À l'intérieur, des vitraux ornent les murs en ses côtés sud, est et ouest. Le plan est allongé et l'étage se compose de deux vaisseaux.
La fontaine Saint Roch,
La fontaine Saint-Roch date de 1888. Elle est dédiée à saint Roch, prié comme protecteur lors des épidémies. Il l’était déjà au Moyen Âge, quand les pandémies de peste sévissaient. Il protège également le monde agricole (hommes, animaux, végétaux) ; il est invoqué lors des catastrophes : tremblements de terre, maladies graves. Il est devenu le saint guérisseur des pestiférés.